# جام لیگ قهرمانان اروپا
جام قهرمانان باشگاه‌های اروپا (به انگلیسی: European Champion Clubs' Cup)، یا به سادگی جام اروپا شناخته می‌شود، جامی است که هر ساله توسط یوفا به باشگاه فوتبالی اعطا می‌شود که قهرمان لیگ قهرمانان اروپا می‌شود. این رقابت در قالب قدیمی‌تر، نام خود را با جام به اشتراک گذاشت، که به عنوان جام اروپا نیز شناخته می‌شود، پیش از اینکه برای فصل ۹۳–۱۹۹۲ به بعد تغییر نام داد.
چندین جام فیزیکی این نام را داشته‌اند، زیرا یک باشگاه حق دارد پس از پنج برد یا سه برد پیاپی جام را حفظ کند، و یک جام جدید باید برای فصل بعد ساخته شود. در طول سال‌های نخست مسابقات، تا فصل ۶۷–۱۹۶۶، جام طراحی متفاوتی داشت.

## جام

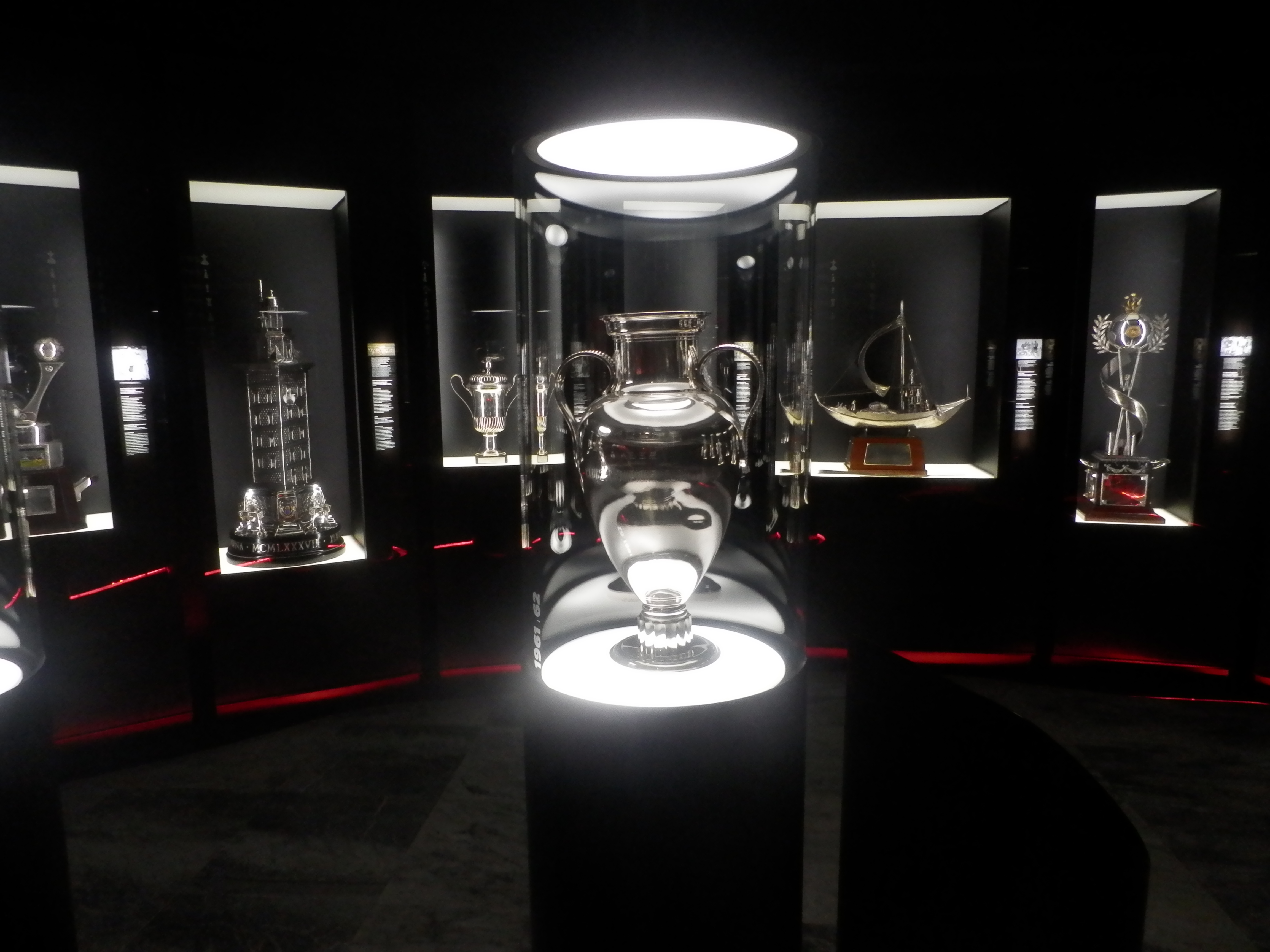
طرح اصلی جام اروپا که در سال ۱۹۶۲ به بنفیکا اهدا شد.

جام اصلی جام اروپا توسط لکیپ، یک روزنامه ورزشی فرانسوی اهدا شد. این جام در مارس ۱۹۶۷ به‌طور دائم به رئال مادرید اهدا شد. در آن زمان، آنها قهرمانان دوره بودند و در مجموع شش عنوان قهرمانی را کسب کرده بودند، از جمله پنج مسابقه نخست از سال ۱۹۵۶ تا ۱۹۶۰. بنابراین سلتیک به نخستین باشگاهی تبدیل شد که در سال ۱۹۶۷ جام را با طراحی فعلی خود برد.
جایزه جایگزین، با طراحی تا حدودی متفاوت از طرح اصلی، توسط یوفا از یورگ استادلمان، جواهرساز اهل برن، سوئیس سفارش داده شد. به بهای ۱۰٬۰۰۰ فرانک سوئیس، نقره، ۷۴ سانتی‌متر ارتفاع و ۱۱ کیلوگرم وزن داشت. غنائم جایگزین پسین این طرح را تکرار کردند. شکل دسته‌ها باعث شده است که در زبان‌های مختلف، از جمله فرانسوی (" la Coupe aux grandes oreilles ")، ایتالیایی (" La Coppa dalle grandi orecchie ")، اسپانیایی (" La Orejona ")، لقب "گوش‌های بزرگ" را به خود اختصاص دهد. روسی (" Ушастый، Ushastiy ")، ویتنامی ("Cúp tai voi") و چینی ("大耳朵杯"). میان سال‌های ۱۹۶۷ و ۱۹۹۴، این جام به صورت جمله‌ای عنوان " Coupe des Clubs Champions Européens " را دارد. میلان واپسین تیمی بود که موفق به کسب این نوع جام شد. از آن زمان به بعد، این تروفی به‌طور کامل با حروف بزرگ عنوان را یدک می‌کشد، البته اندازه آن در جام پسین و فعلی افزایش یافته است.
جامی که در حال حاضر اهدا می‌شود ششمین جام است و از سال ۲۰۰۶ پس از قهرمانی لیورپول برای پنجمین جام اروپایی خود در سال ۲۰۰۵، مورد استفاده قرار گرفته است. از سال ۲۰۰۹، قهرمانان لیگ قهرمانان اروپا جام واقعی را که همیشه در اختیار یوفا است، حفظ نکرده‌اند. یک کپی جام در اندازه کامل، جام برندگان لیگ قهرمانان، به باشگاه برنده با حک شدن نام آنها بر روی آن اهدا می‌شود. باشگاه‌های برنده مجاز به ساختن کپی از خود هستند. آنها باید به وضوح به عنوان چنین علامت گذاری شوند و می‌توانند حداکثر هشتاد درصد اندازه جام واقعی باشند.
قانون پیشین که پیش از فصل ۶۹–۱۹۶۸ معرفی شده بود، به یک باشگاه اجازه می‌داد پس از پنج برد یا سه برد پیاپی جام را حفظ کند. در آن مرحله، رئال مادرید تنها دیدار باشگاهی در هر دو مرحله مقدماتی بود و در واقع هر دو را ملاقات کرد. زمانی که به یک باشگاه جام اعطا شد، شمارش دوباره به صفر رسید. به عنوان مثال، باشگاهی بدون عنوان پیشین که شش عنوان پیاپی را کسب کرده باشد، پس از بردهای سوم و ششم (هر کدام برای سه بار پیاپی) به‌طور دائم جام‌ها اعطا می‌شود، اما نه پس از پنجمین برد. باشگاهی که قهرمانی آن در لیگ قهرمانان اروپا پنجمین یا سومین قهرمانی پیاپی نبود، پیش‌تر جام واقعی را برای ده ماه پس از پیروزی خود حفظ کرد و یک ماکت کوچک دریافت کرد تا برای همیشه نگه دارد.

### باشگاه‌هایی که این جام را به‌طور دائم اهدا کردند

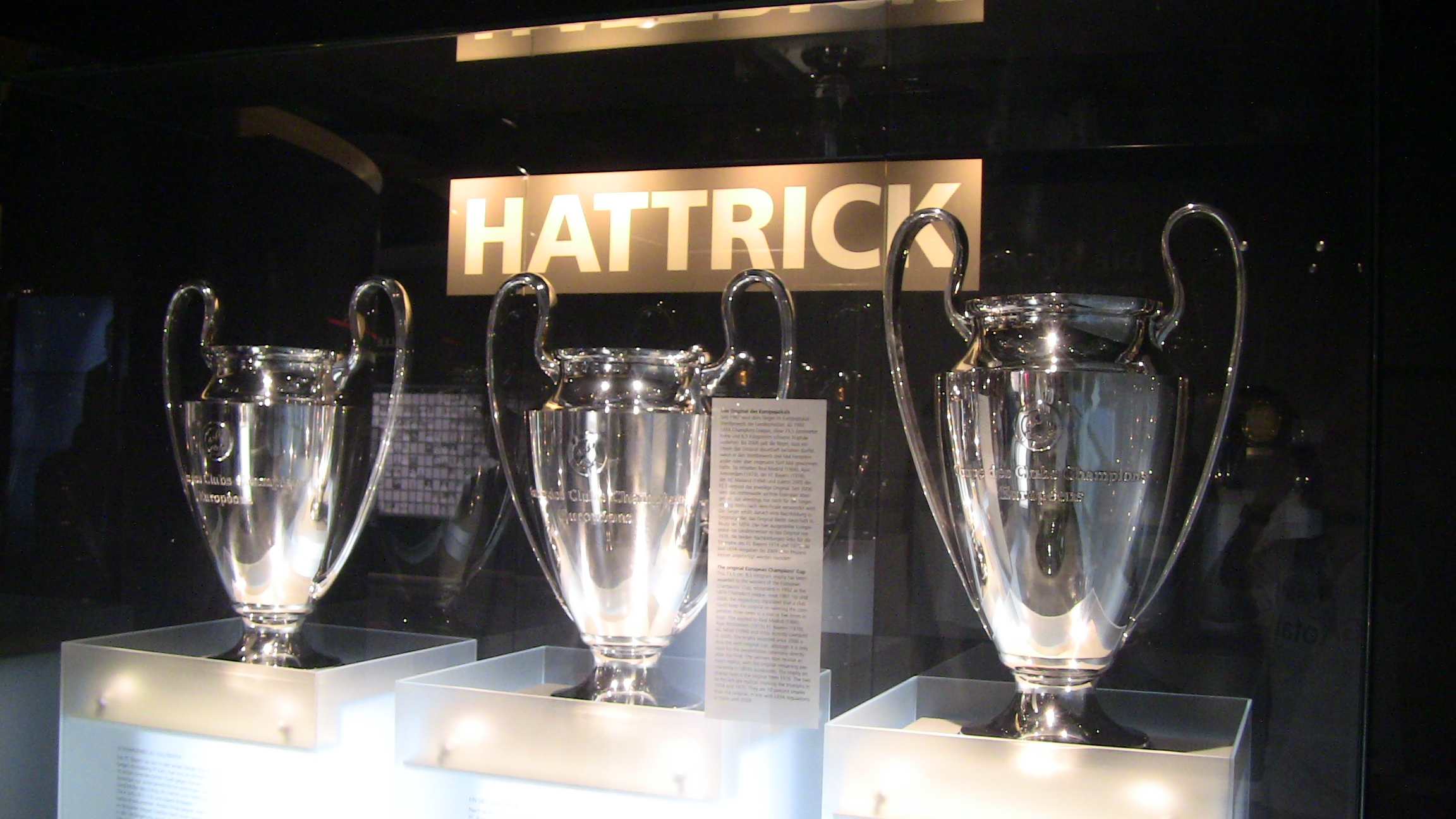
سه جام پیاپی جام اروپا توسط بایرن مونیخ، ۷۶–۱۹۷۴. یکی در سمت راست، جام واقعی است که در سال ۱۹۷۶ به‌طور دائم به بایرن داده شد. آنهایی که در سمت چپ قرار دارند کپی کمی کوچکتر هستند.

پنج باشگاه جام واقعی را تحت قوانین قدیمی از فصل‌های ۶۹–۱۹۶۸ تا ۰۹–۲۰۰۸ حفظ کرده‌اند:
- رئال مادرید، پس از ششمین عنوان خود در ۱۹۶۶.
- آژاکس، پس از سومین عنوان پیاپی خود در ۱۹۷۳.
- بایرن مونیخ، پس از سومین عنوان پیاپی خود در ۱۹۷۶.
- میلان، پس از پنجمین عنوان خود در ۱۹۹۴.
- لیورپول، پس از پنجمین عنوان خود در ۲۰۰۵.

### نشان چند برنده

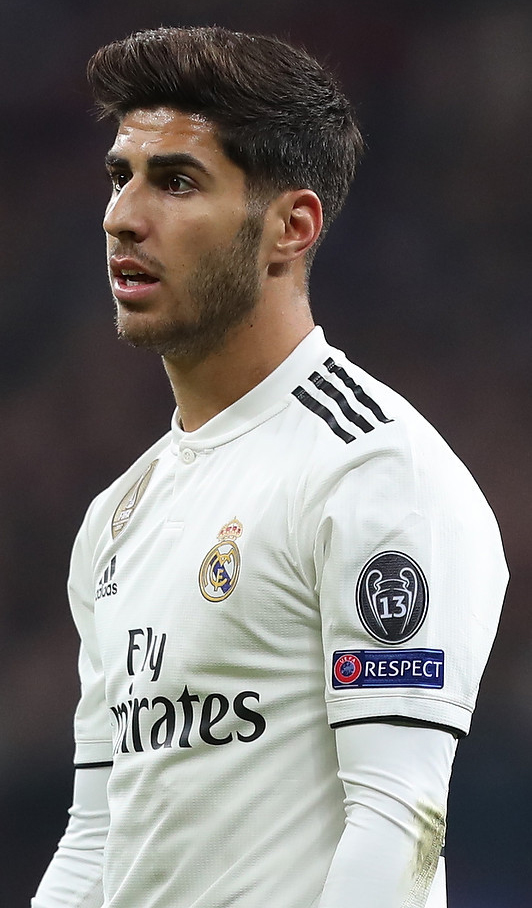
مارکو آسنسیو در سال ۲۰۱۸. آستین چپ پیراهن او به‌طور برجسته نشان چند برنده رئال مادرید را نشان می‌دهد (۱۳).

«نشان چند برنده»، که گاهی اوقات «نشان افتخار» نامیده می‌شود، برای شروع رقابت‌های ۰۱–۲۰۰۰ برای باشگاه‌هایی که جام را برای همیشه نگه می‌داشتند، معرفی شد. خود این نشان آستین چپ پیراهن تیم را در طول مسابقات لیگ قهرمانان اروپا تزئین می‌کند. نشان اصلی یک بیضی آبی بود که روی آن طرحی از جام فعلی به رنگ سفید بود که با بخشی از آرم استاربال لیگ قهرمانان پوشانده شده بود. بالاتر از جام، تعداد کل عناوین باشگاه بود. در شروع مسابقات ۱۳–۲۰۱۲، نشان با طراحی جدید خاکستری شد که تا پایان فصل ۲۱–۲۰۲۰ استفاده می‌شد.
از سال ۲۲–۲۰۲۱، یوفا استفاده از نشان را در آستین چپ لغو کرد، و به اسپانسرهای آستین اجازه داد، و نشان را در «نشان ستاره‌بال» معمولی برای باشگاه‌هایی که معمولاً نشان چند برنده را می‌پوشند، با تعداد پیروزی‌ها اضافه کرد. بالای ستاره وسط در این بین تیم‌های دیگر نیز همان نشان را بر تن می‌کنند اما بدون شماره. علاوه بر این، دارندگان عنوان با سه یا پنج برد کلی، تعداد پیروزی‌های خود را بر روی لوگوی دارنده عنوان حک می‌کنند و توپ ستاره را از بین می‌برند، در حالی که دارندگانی که حق پوشیدن نشان چند برنده را ندارند، یک نشان آبی خالی دارنده عنوان دارند.
از آنجایی که جام فعلی به‌طور دائم در مالکیت یوفا باقی می‌ماند، دیگر به تیمی داده نمی‌شود که پنجمین عنوان کلی یا سومین عنوان پیاپی را کسب کند. با این حال، نشان چند برنده همچنان به چنین باشگاه‌هایی تعلق می‌گیرد؛ بنابراین لیورپول واپسین تیمی بود که به‌طور دائم این جام را دریافت کرد.
شش تیم پنج عنوان مجموع یا سه عنوان پیاپی را کسب کرده‌اند و بنابراین می‌توانند نشان چند برنده را داشته باشند:
- رئال مادرید (۵، ۳ پیاپی، ۱۵ مجموع)
- میلان (۷ مجموع)
- بایرن مونیخ (۳ پیاپی، ۶ مجموع)
- لیورپول (۶ مجموع)
- بارسلونا (۵ مجموع)
- آژاکس (۳ پیاپی، ۴ مجموع)

### لوگوی دارنده عنوان
یک «آرم دارنده عنوان» جداگانه توسط قهرمانان فعلی لیگ قهرمانان اروپا در رقابت‌های فصل بعد به جای پچ معمولی که توسط دیگر تیم‌های رقیب استفاده می‌شود استفاده می‌شود. این لوگو عمدتاً آبی تیره است و در سال ۰۵–۲۰۰۴ با پورتو به عنوان مدافع عنوان قهرمانی معرفی شد. تمایز بین لوگوی دارنده عنوان و نشان افتخار را می‌توان با تمایز بین اسکودتو ("سپر") که توسط قهرمانان فعلی سری آ در ایتالیا استفاده می‌شود و استلا ("ستاره") که توسط تیم‌هایی که در مجموع بیش از ده عنوان قهرمانی در سری آ دارند، پوشیده شده است. با این حال، در حالی که یوونتوس با کسب بیش از ۳۰ عنوان قهرمانی از سه ستاره استفاده می‌کند، هیچ پیش‌بینی‌ای برای چندین نشان افتخار یوفا وجود ندارد، زیرا تعداد این نشان می‌تواند به‌طور نامحدود افزایش یابد. از ۰۷–۲۰۰۶ تا ۱۱–۲۰۱۰، دارندگان عنوان نیز با توپ مسابقه استفاده شده در فینال پیروزمندانه خود در مسابقات خانگی خود بازی می‌کردند، اما از سال ۱۲–۲۰۱۱، دارندگان عنوان از همان توپ مسابقه استفاده می‌کردند که ۳۱ تیم دیگر استفاده می‌کردند.

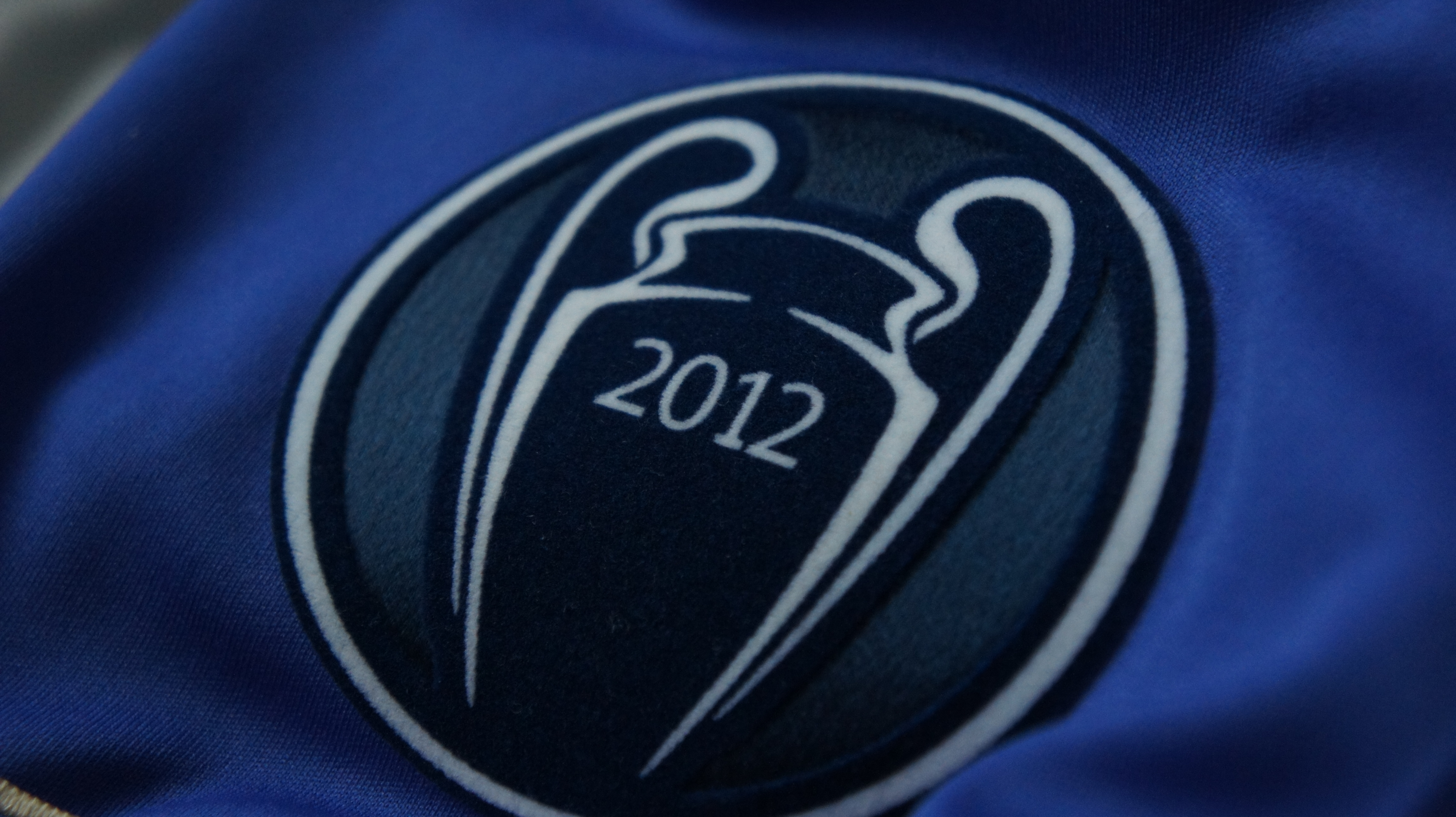
لوگوی دارنده عنوانی که در فصل ۱۳–۲۰۱۲ توسط چلسی پوشیده شد. از همین طرح تا سال‌های ۲۱–۲۰۲۰ استفاده شد.

طرح اصلی نشان دارنده عنوان دارای دو ستاره به هم پیوسته لوگوی توپ ستاره مسابقات در بالا بود، با عنوان "قهرمانان" و فصل پیروزی در مرکز نشان. در سال ۰۹–۲۰۰۸ کمی اصلاح شد تا تمام آرم توپ ستاره را نشان دهد، البته با محو شدن سایر ستاره‌ها، و برای مسابقات ۱۰–۲۰۰۹ به شدت تغییر کرد. بدون پس‌زمینه توپ ستاره‌ای، در عوض طرحی از جام را نشان می‌داد که برای برندسازی فینال فصل پیش استفاده شد.
در سال‌های ۱۱–۲۰۱۰ مجدداً اصلاح شد تا بخشی از توپ ستاره در زیر عنوان «قهرمانان» و سال پیروزی نمایش داده شود. طرح جایگزین شده برای نخستین بار توسط چلسی در ۱۳–۲۰۱۲ پوشیده شد. طرح کلی جایزه همراه با سال پیروزی را نشان داد، همان طرح از ۱۶–۲۰۱۵ برای لوگو حفظ شد، اما مواد استفاده شده در لوگو تغییر کرد. با شروع رقابت‌های ۲۲–۲۰۲۱، قهرمانان حاکم از لوگوی جدیدی استفاده می‌کنند که همچنان همان طرح را حفظ می‌کند، اما خاکستری است و دیگر سال قهرمانی را در آن نگه نمی‌دارد. در صورتی که دارنده عنوان دارای نشان چند برنده نیز باشد، تعداد پیروزی‌ها در لوگویی که به جای ستاره توپ استفاده می‌شود، گنجانده می‌شود.

## برندگان

### جایزه اصلی
- رئال مادرید (۶) – ۱۹۵۶, ۱۹۵۷, ۱۹۵۸, ۱۹۵۹, ۱۹۶۰, ۱۹۶۶
- بنفیکا (۲) – ۱۹۶۱, ۱۹۶۲
- اینتر (۲) – ۱۹۶۴, ۱۹۶۵
- میلان (۱) – ۱۹۶۳

### جام بازطراحی‌شده
- رئال مادرید (۹) – ۱۹۹۸, ۲۰۰۰, ۲۰۰۲, ۲۰۱۴, ۲۰۱۶, ۲۰۱۷, ۲۰۱۸, ۲۰۲۲، ۲۰۲۴
- میلان (۶) – ۱۹۶۹, ۱۹۸۹, ۱۹۹۰, ۱۹۹۴, ۲۰۰۳, ۲۰۰۷
- بایرن مونیخ (۶) – ۱۹۷۴, ۱۹۷۵, ۱۹۷۶, ۲۰۰۱, ۲۰۱۳, ۲۰۲۰
- لیورپول (۶) – ۱۹۷۷, ۱۹۷۸, ۱۹۸۱, ۱۹۸۴, ۲۰۰۵, ۲۰۱۹
- بارسلونا (۵) – ۱۹۹۲, ۲۰۰۶, ۲۰۰۹, ۲۰۱۱, ۲۰۱۵
- آژاکس (۴) – ۱۹۷۱, ۱۹۷۲, ۱۹۷۳, ۱۹۹۵
- منچستر یونایتد (۳) – ۱۹۶۸, ۱۹۹۹, ۲۰۰۸
- ناتینگهام فارست (۲) – ۱۹۷۹, ۱۹۸۰
- یوونتوس (۲) – ۱۹۸۵, ۱۹۹۶
- پورتو (۲) – ۱۹۸۷, ۲۰۰۴
- چلسی (۲) – ۲۰۱۲, ۲۰۲۱
- سلتیک (۱) – ۱۹۶۷
- فاینورد (۱) – ۱۹۷۰
- استون ویلا (۱) – ۱۹۸۲
- هامبورگ (۱) – ۱۹۸۳
- استوا بخارست (۱) – ۱۹۸۶
- پی‌اس‌وی آیندهوون (۱) – ۱۹۸۸
- ستاره سرخ بلگراد (۱) – ۱۹۹۱
- مارسی (۱) – ۱۹۹۳
- دورتموند (۱) – ۱۹۹۷
- اینتر (۱) – ۲۰۱۰
- منچستر سیتی (۱) – ۲۰۲۳